# 캐딜락

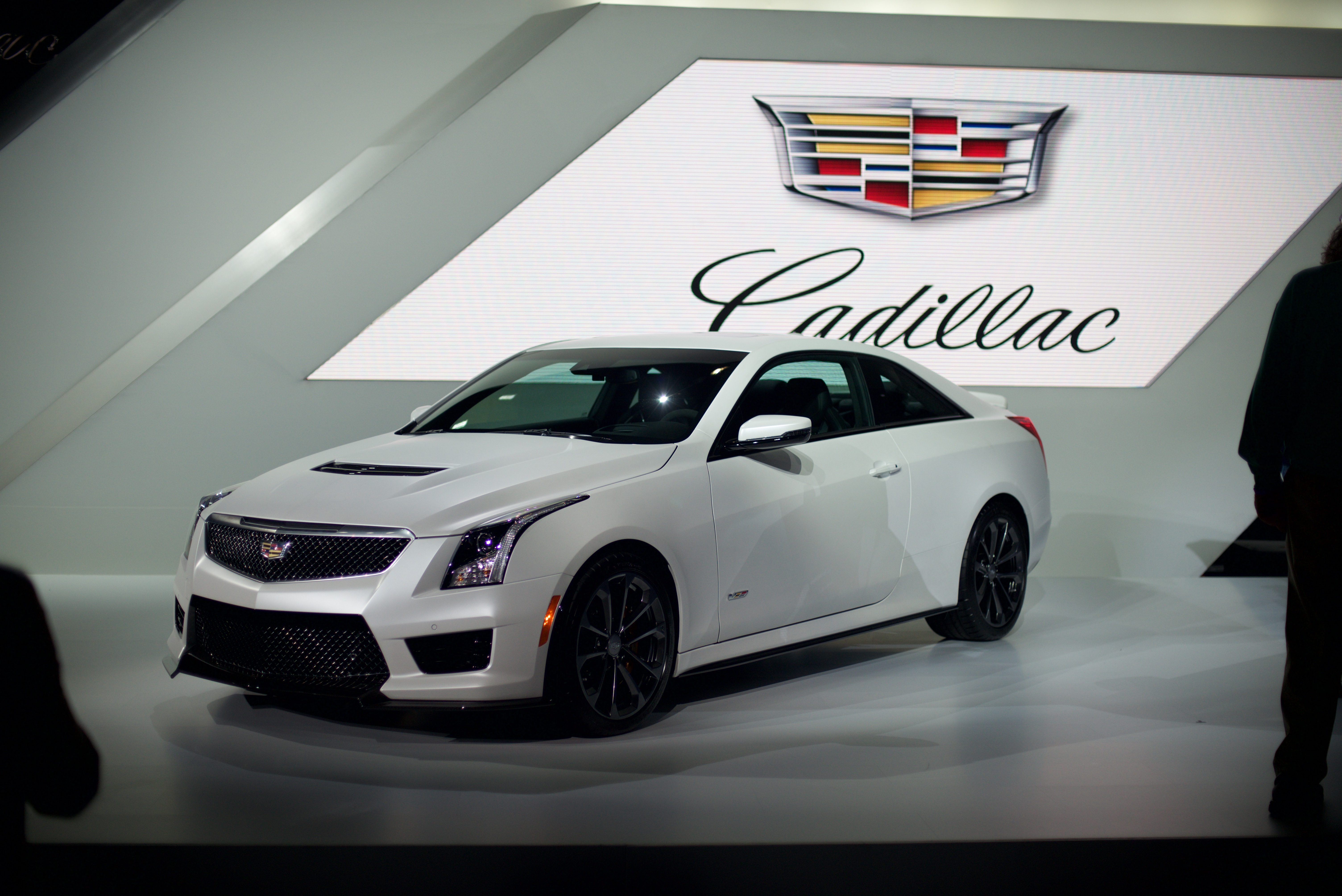

캐딜락(프랑스어: Cadillac)은 1902년부터 생산된 미국의 고급 자동차 브랜드이다. 소유주는 미국의 자동차 제조 그룹 제너럴 모터스이며 제너럴 모터스의 상표 중 하나이다. 캐딜락의 표어는 미국 독립 선언문 중 한 구절인 양도할 수 없는 권리의 내용인 '삶, 자유 그리고 추구(Life, Liberty and Pursuit)'이다. 캐딜락의 회사명은 17세기 말 미국의 도시인 디트로이트를 발견한 프랑스 출신의 탐험가, 모험가였던 앙투안 모스 카디야 경(Le Sieur Antoine de la Mothe Cadillac)(1656-1750)의 성씨인 '카디야(Cadillac)'를 미국식으로 발음한 데서 유래했다. 캐딜락의 로고 또한 카디야 경이 본인 가문의 것이라고 주장했던 가문의 문장으로부터 유래했다. 최근 캐딜락 포뮬러 1 팀으로 포뮬러 원 레이싱에 참가를 선언하여 화제를 모았다.

## 판매 모델

### 세단
- CT4
- CT5

### SUV/Crossover
- XT4
- XT5
- XT6
- 리릭
- 에스컬레이드
- 에스컬레이드 IQ

## 단종 모델
- BLS
- XTS
- ATS
- ATS-V
- CTS
- CTS-V
- CTS 쿠페(2세대)
- CTS-V 쿠페(2세대)
- CT6
- DTS
- STS
- XLR
- SRX
- XLR-V
- 엘도라도
- 드빌
- 스빌
- 브로엄
- 플리트우드
- 카테라
- 시마론
- 알랑테
- 칼레
- 시리즈 60
- ELR

## 같이 보기
- 제너럴 모터스
- 한국GM